# Гленн Гардін
Гленн Фостер Гардін (англ. Glenn Foster Hardin; нар. 1 липня 1910 — пом. 6 березня 1975) — американський легкоатлет, який спеціалізувався в бігу з бар'єрами.

## Із життєпису
Олімпійський чемпіон з бігу на 400 метрів з бар'єрами (1936).
Бронзовий призер Ігор-1932 у бігу на 400 метрів з бар'єрами.
Неодноразовий чемпіон США.
Ексрекордсмен світу з бігу на 400 метрів з бар'єрами. Його останній (з трьох) ратифікований світовий рекорд (50,6), встановлений у 1934, був перевершений лише у 1953.
Завершив спортивну кар'єру по закінченні Олімпіади-1936.
Син — Біллі Гардін (нар.1942) — чемпіон США, учасник Олімпіади-1964 у бігу на 400 метрів з бар'єрами.

## Основні міжнародні виступи
| Рік  | Змагання         | Місто        | Місце | Дисципліна | Примітки         |
| ---- | ---------------- | ------------ | ----- | ---------- | ---------------- |
| 1932 | Олімпійські ігри | Лос-Анджелес | 2     | 400 м з/б  | Відео на YouTube |
| 1936 | Олімпійські ігри | Берлін       | 1     | 400 м з/б  |                  |